# Cyathea boryana
Cyathea boryana är en ormbunkeart som beskrevs av Karel Domin. Cyathea boryana ingår i släktet Cyathea och familjen Cyatheaceae. Inga underarter finns listade.